# Strada Statale 44 del Passo di Giovo
Die Strada Statale 44 del Passo di Giovo (SS 44), auf Deutsch im südlichen Abschnitt meist Passeirer Straße, im nördlichen Teil Jaufenpassstraße genannt, ist eine italienische Staatsstraße, die 1928 zwischen den Südtiroler Städten Meran und Sterzing bzw. dem Etschtal und dem Wipptal auf der Strecke der bereits in den Jahren 1903–1912 von der österreichischen Verwaltung errichteten Passstraße festgelegt wurde. Sie geht zurück auf die 1923 festgelegte Strada nazionale 26. Ihre Länge beträgt 58 Kilometer. Wegen ihres Verlaufes über den Jaufenpass erhielt sie den namentlichen Titel del Passo di Giovo.
Die SS 44 nimmt in Meran im Burggrafenamt, wo sie über das innerstädtische Verkehrsnetz mit der SS 38 bzw. MeBo verknüpft ist, ihren Anfang und führt von dort nach Passeier. Nach St. Leonhard, wo die SS 44 bis zum Timmelsjoch von ihr abzweigt, zieht sie sich ins Waltental hoch, überquert den Jaufenpass und steigt über den bewaldeten Kamm zwischen Ratschingstal und Jaufental ins Ridnauntal hinab, ehe sie bei Sterzing das Wipptal erreicht. Dort kreuzt sie die SS 508 sowie die A22 und mündet schließlich in die SS 12.
1931 organisierte der Wiener Automobil-Club eine Klubfahrt, die über den Jaufen nach Meran führte.
Nach Übernahme der Straße durch die Südtiroler Landesverwaltung in den 1990er Jahren wurden die Instandhaltungsmaßnahmen intensiviert. So wurde 2018 oberhalb von St. Leonhard eine neue Lawinengalerie errichtet, um einen durch Schneelawinen besonders gefährdeten Abschnitt zu sichern.